# Vase gâché du potier
Le vase gâché du potier' est un passage de l'Ancien Testament, dans le livre de Jérémie. Il parle des péchés de l'humain et de l'application divine à construire son peuple.

## Texte
Livre de Jérémie, chapitre 18, versets 2 à 6: 
« Lève-toi, et descends dans la maison du potier; Là, je te ferai entendre mes paroles. Je descendis dans la maison du potier, Et voici, il travaillait sur un tour. Le vase qu'il faisait ne réussit pas, Comme il arrive à l'argile dans la main du potier; Il en refit un autre vase, Tel qu'il trouva bon de le faire. Et la parole de l'Éternel me fut adressée, en ces mots: ne puis-je pas agir envers vous comme ce potier, maison d'Israël? dit l'Éternel. Voici, comme l'argile est dans la main du potier, Ainsi vous êtes dans ma main, maison d'Israël! »

Traduction d'après la Bible Louis Segond.

## Interprétation chrétienne
L'apôtre Paul a dit dans la deuxième lettre aux Corinthiens: « Car Dieu, qui a dit: La lumière brillera du sein des ténèbres! a fait briller la lumière dans nos cœurs pour faire resplendir la connaissance de la gloire de Dieu sur la face de Christ. Nous portons ce trésor dans des vases de terre, afin que cette grande puissance soit attribuée à Dieu, et non pas à nous » (2Cor 4. 6-7).
Pour Origène, le potier travaille l'argile crue car cela permet un remodelage; plus loin dans le livre de Jérémie, Yahweh parle d'argile cuite, qui si une fois en vase se brise, ne peut pas être remodelée. Dans cette vie nous sommes modelés selon le mal ou la vertu explique le théologien. Ainsi grâce au potier notre mal peut être brisé afin de devenir une création nouvelle, meilleure. Cependant l'humain doit aussi veiller sur lui-même afin de ne pas pécher ajoute Origène. Il prend en référence la Samaritaine des Évangiles et écrit qu'il y a deux manières de voir la Parole donnée par Yahweh: comme de l'eau venant d'une source c'est-à-dire d'une façon terre à terre ou comme de l'eau venant d'un puits c'est-à-dire  d'une manière plus profonde. Ainsi pour cette parabole il y a la référence à une nation: la maison d’Israël, références aux fautes engendrées et à l'histoire; mais dans ce passage Origène voit aussi l'évocation de la résurrection. Il cite le Deutéronome: « Reconnais en ton cœur que l'Éternel, ton Dieu, te châtie comme un homme châtie son enfant » (Deutéronome 8. 5) .